# 都城市立大王小学校
都城市立大王小学校（みやこのじょうしりつ だいおうしょうがっこう）は、宮崎県都城市大王町にある公立の小学校。

## 概要
歴史
1915年（大正4年）に「大王尋常小学校」として創立。現校名となったのは1947年（昭和22年）。2025年（令和7年）に創立110周年を迎える。
校章
中央に校名の「大王」の文字（縦書き）を配している。
校歌
1955年（昭和30年）制定。作詞は富松良夫と高松雀村の共作、作曲は海老原直による。歌詞は3番まであり、各番の歌詞中に校名の「大王小学校」が登場する。
通学区域
都城市のうち、「大王町、宮丸町、前田町、小松原町、北原町、平江町、志比田町、栄町（一部）」。
中学校区は都城市立小松原中学校。

## 沿革
- 1915年（大正4年）3月8日 - （都城町立）「大王尋常小学校」が設立される。
- 1916年（大正5年）3月 - 普通教室7、理科室1を増設。校地を拡張の上、運動場が完成。
- 1924年（大正13年）4月1日 - 市制施行により、「都城市」が発足。
- 1930年（昭和5年）8月 - 木造2階建て北校舎（4教室）を増築。
- 1933年（昭和8年）7月 - 木造2階建て北校舎東側（4教室）を増築。
- 1941年（昭和16年）4月1日 - 国民学校令施行により、「都城市大王国民学校」と改称。尋常科を初等科に改める。
- 1945年（昭和20年）8月6日 - 都城大空襲により、被害を受ける。
- 1947年（昭和22年）4月1日 - 学制改革（六・三制の実施）により、国民学校初等科が新制小学校「都城立大王小学校」（現校名）に改組・改称。
- 1949年（昭和24年）3月 - 南校舎両側普通教室2などを増築。
- 1952年（昭和27年）8月 - 北校舎の補強工事が完了。
- 1954年（昭和29年）5月 - 中校舎を増築。
- 1955年（昭和30年）
  - 3月5日 - 校歌を制定。
  - 8月 - 図書館が完成。南校舎（12教室）を増改築。
- 1958年（昭和33年）
  - 7月 - プールが完成、
  - 11月 - 中校舎（6教室）を増改築。
- 1960年（昭和35年）12月 - 管理棟が完成。
- 1962年（昭和37年）
  - 4月1日 - 特殊学級を開設。
  - 11月 - 南校舎（東側2教室）、給食室が完成。
- 1969年（昭和44年）8月 - 北校舎を改築。
- 1970年（昭和45年）
  - 1月15日 - 木造2階建て中校舎の西側8教室を不審火により焼失。
  - 2月 - 鉄筋コンクリート造2階建て新校舎（普通教室9、特別教室一部)が完成。
  - 7月 - 鉄筋コンクリート造2階建て新校舎（普通教室6、特別教室)が完成。
- 1972年（昭和47年）3月 - 体育館が完成。
- 1973年（昭和48年）8月 - 新プールが完成。
- 1979年（昭和54年）1月 - 鉄筋コンクリート造南校舎が完成。
- 1982年（昭和57年）2月 - 鉄筋コンクリート造3階建て中校舎（管理棟）が完成。
- 1985年（昭和60年）3月 - 校舎（6教室など）を新築。
- 2005年（平成17年）3月 - 新体育館が完成。
- 2012年（平成24年）3月 - 日本語指導教室を設置。
- 2014年（平成26年）3月 - 校舎の大規模改築工事が完了。
- 2015年（平成27年）2月15日 - 創立100周年記念式典を挙行。

## 交通アクセス
最寄りの鉄道駅
- JR九州 日豊本線 「西都城駅」

最寄りのバス停留所
- 宮崎交通バス（宮交バス）「前田三丁目」バス停

最寄りの幹線道路
- 国道269号

## 周辺
- 都城市立小松原中学校
- 小松原地区公民館
- 小松原地区体育館